# Borresø
 For alternative betydninger, se Borresø (flertydig). (Se også artikler, som begynder med Borresø)
Borresø er en sø ved Svejbæk, ca. 5 km sydøst for Silkeborg. Den gennemløbes  af Gudenåen, der løber ind fra Svejbæksnævringen i sydøst og fortsætter i Sejssnævringen i nord. Den er på ca. 195 ha og er 15 m på det dybeste sted, men generelt omkring 5 meter dyb. 
Mod vest får den tilført vand fra Thorsø og Jenskær via Gravbæk, og på den sydlige bred kommer Millingbæk med rent vand fra den 4 meter højere liggende Slåensø. Højdeforskellen har tidligere været udnyttet til savværksdrift, og opstemningen findes stadig. S/S Hjejlen og rutebådene på Silkeborgsøerne har anløbsbro ved Millingbæk.
I søen ligger fire øer, der kaldes Paradiset eller Paradisøerne.
56°7′40″N 9°36′10″Ø / 56.12778°N 9.60278°Ø